# Instituto Global de Altos Estudios en Ciencias Sociales
El Instituto Global de Altos Estudios en Ciencias Sociales (IGLOBAL) es una institución de educación superior dedicada a la formación especializada en Ciencias Sociales y Humanidades, que abarca  investigación, extensión y educación continua. El Instituto fue aprobado por la Tercera Sesión Ordinaria del Consejo Nacional de Educación Superior, Ciencia y Tecnología (CONESCYT) de la Secretaría de Estado de Educación Superior, Ciencia y Tecnología (SEESCYT). Su aval legal se encuentra en la Resolución n.º 17-2009 de fecha 13 de agosto de 2009.

## Historia
El IGLOBAL ha planteado que el manejo del Estado moderno requiere de instrumentos intelectuales cada vez más refinados para dar respuesta a las múltiples complejidades técnicas y políticas de la sociedad actual. Como la educación superior dominicana nunca fue muy fuerte en ciencias políticas y de la administración pública se precisó la creación de un espacio institucional docente para la enseñanza y formación en el área de la administración pública.
Por ello, la preocupación por la formación de recursos especializados para la administración del Estado tomó cuerpo a finales de los 60 y principios de los 70, como forma de enfrentar el déficit de recursos humanos heredados de la dictadura. Para entonces programas de Ciencia Política y Administración Pública comenzaron a aparecer en la oferta de algunas universidades nacionales.
Aquellos esfuerzos iniciales serían afectados por dos factores convergentes. En primer lugar, al interior de un Estado pequeño, afectado por el patrimonialismo y el clientelismo, la demanda de recursos humanos para el ejercicio de la carrera política y la administración pública resultaba insuficiente para dar sostenibilidad a programas académicos sólidos. De hecho, ni el quehacer político ni la administración pública soportaban la racionalidad de una formación académica rigurosa. Como consecuencia, no sólo se debilitaron los programas en Ciencia Política y Administración Pública, sino que la formación en el área de las Humanidades y las Ciencias Sociales prácticamente desapareció del escenario universitario dominicano.
Frente a aquella realidad, el crecimiento del sistema universitario, la oferta curricular se fue acercando a la demanda de los estudiantes y no a la visión de largo plazo de las universidades. Por lo que la demanda y la oferta educativa se fueron orientando a las necesidades del mercado. Como consecuencia, la República Dominicana fue desarrollando una sólida oferta curricular orientada a la dirección empresarial sin desarrollar una oferta similar orientada a la administración del Estado.
Desde el 2006, la Fundación Global Democracia y Desarrollo (FUNGLODE), a través de sus relaciones internacionales, ha apoyado mediante instituciones académicas de Europa el desarrollo de programas de postgrado de calidad mundial en la República Dominicana. El enfoque de los programas ofrecidos ha sido en el área de administración pública con el fin de mejorar la gestión pública y expandir los conocimientos de los profesionales dominicanos.
La Fundación contribuye a la capacitación y la formación teórica de los ciudadanos para que se integren en las instituciones, las gestionen y trabajen. Sin dominio conceptual no se puede entender y mejorar el trabajo. FUNGLODE contribuyó al desarrollo de programas de postgrados en alianza de trascendentes instituciones académicas internacionales, desde las dimensiones de la formación, investigación y educación continua, para afianzar un pensamiento crítico, especializado en favor del desarrollo de la República Dominicana.

## Oferta Académica

#### Titulaciones
Titulaciones en: Pensamiento Complejo, Ciencias de la Complejidad y Teoría del Caos.

#### Maestrías
- Máster en Regulación Económica de la Industria Eléctrica (colaboración de la Universidad Pontificia Comillas).

#### Doble titulación

##### Con el Instituto Universitario de Investigación Ortega y Gasset
- Máster en Alta Dirección Pública
- Máster en Gestión de Seguridad, Crisis y Emergencias
- Máster en Relaciones Internacionales

##### Con la Universidad de Salamanca
- Máster en Ciencia Política para el Desarrollo Democrático
- Máster en Derecho de la Administración del Estado
- Máster en Desarrollo Urbano y Territorial Sostenible

##### Con la Universidad París 1 Panthéon-Sorbonne
- Máster en Derecho Constitucional y Libertades Fundamentales

#### Titulación de instituciones aliadas
- Máster Universitario Oficial en Tecnología, Aprendizaje y Educación - Universidad del País Vasco
- Máster en Negocios Internacionales - Universidad Pompeu Fabra

#### Doctorado
- Doctorado en Gobierno, Sociedad y Políticas Públicas - Escuela de Doctorado Ortega y Gasset, adscrita a la Universidad Rey Juan Carlos y Universidad Internacional Menéndez Pelayo.

## Autoridades
Rector: Marcos Villamán
Vicerrector Académico: Víctor Villanueva
Vicerrectora de Finanzas y Administración: Melissa Martínez

## Alegatos de malas prácticas
Se han presentado algunas denuncias, alegando que esa institución educativa ha incurrido en prácticas inadecuadas. Como es el caso de la hecha por varios maestros del sistema educativo dominicano de haber cursado una maestría en la Universidad del País Vasco, pagada por el Instituto Nacional de Formación y Capacitación del Magisterio (INAFOCAM) y con la mediación del IGLOBAL, y que estos últimos después de recibir el dinero por todos los maestrantes no realizaron el pago por la totalidad de los mismos a favor de la Universidad del País Vasco.
En otro caso, una exestudiante de esa institución reporta que después de haber culminado una maestría que había sido pagada en su totalidad, descubrió que el IGLOBAL transfirió sus datos personales a la Lotería Nacional Dominicana sin su consentimiento, para solicitar una supuesta asistencia económica a favor de la egresada para realizar otra maestría en esa academia, cuyo recursos fueron recibidos por el instituto. Sin embargo, la exestudiante alega que no conocía esa transacción, que no requirió tal ayuda, que no autorizó al IGLOBAL a que gestionara fondos públicos en su nombre y que no recibió la supuesta donación. Actualmente, la academia y la Fundación Global Democracia y Desarrollo son objeto de una demanda en daños y perjuicios interpuesta por la egresada, que aún se conoce en los tribunales del país.